# Porandra ramosa
Porandra ramosa là một loài thực vật có hoa trong họ Commelinaceae. Loài này được D.Y.Hong miêu tả khoa học đầu tiên năm 1974.